# 1980년대 홍콩
1980년대의 홍콩은 이 지역이 부와 특유의 생활 방식으로 유명했던 시기이다. 1980년대 초반에는 왕령 식민지로 남아있었으며, 1981년에는 영국의 영국의 해외 영토로 전환되어 영국이 마지막으로 중요한 식민지 중 하나가 되었다. 당시 모든 영국의 해외 영토 중에서 가장 부유했고 인구도 5백만 명이 넘었다. 이 기간 동안 홍콩은 정치, 엔터테인먼트, 급등하는 부동산 가격으로 국제적으로 인정받았다. 또한 영국과 중국 간의 치열한 협상의 대상이 되었고, 이는 홍콩 반환 협정으로 해결되었다.

## 배경
1843년 왕령 식민지가 된 후, 홍콩의 지위는 1983년 1월 1일 발효된 영국 의회가 제정한 영국 국적법 1981에 따라 효과적으로 변경되었다. 이 법은 나머지 주요 식민지인 남로디지아와 벨리즈가 독립하면서 기존의 모든 영국 식민지를 종속 영토(현재의 해외 영토와 유사)로 개명했다.
명칭 변경은 정부 운영 방식에 영향을 미치지 않았다. 그러나 당시 5백만 명이 넘는 홍콩 주민들의 국적 지위에 영향을 미쳤고, 이들 대부분은 영국 종속 영토 시민이 되었다. 이 지위는 더 이상 혈통으로 전승될 수 없었다.
주권에 대한 상반된 주장에도 불구하고, 중국의 최고 지도자 덩샤오핑은 자유 시장 경제를 가진 홍콩이 하루아침에 중화인민공화국에 동화될 수 없으며, 그렇게 하려는 어떤 시도도 양측의 이익에 부합하지 않을 것이라고 인정했다. 그는 홍콩(및 마카오, 잠재적으로 타이완도 포함)이 중화인민공화국 내에서 경제 체제를 유지할 수 있도록 하는 일국양제 정책으로 알려진 보다 실용적인 접근 방식을 옹호했다. 1984년 12월 19일, 중화인민공화국과 영국 정부는 홍콩 문제에 관한 중영 공동 선언(공동 선언)에 서명했다. 이 협정에 따라 홍콩은 1997년 7월 1일에 영국 종속 영토로서의 지위를 상실하고 그 이후로는 중화인민공화국의 특별행정구가 될 것이었다. 홍콩 반환에 반대하고 떠날 수단이 있는 시민들이 1차 이민 물결을 이끌었다.

## 인구 통계

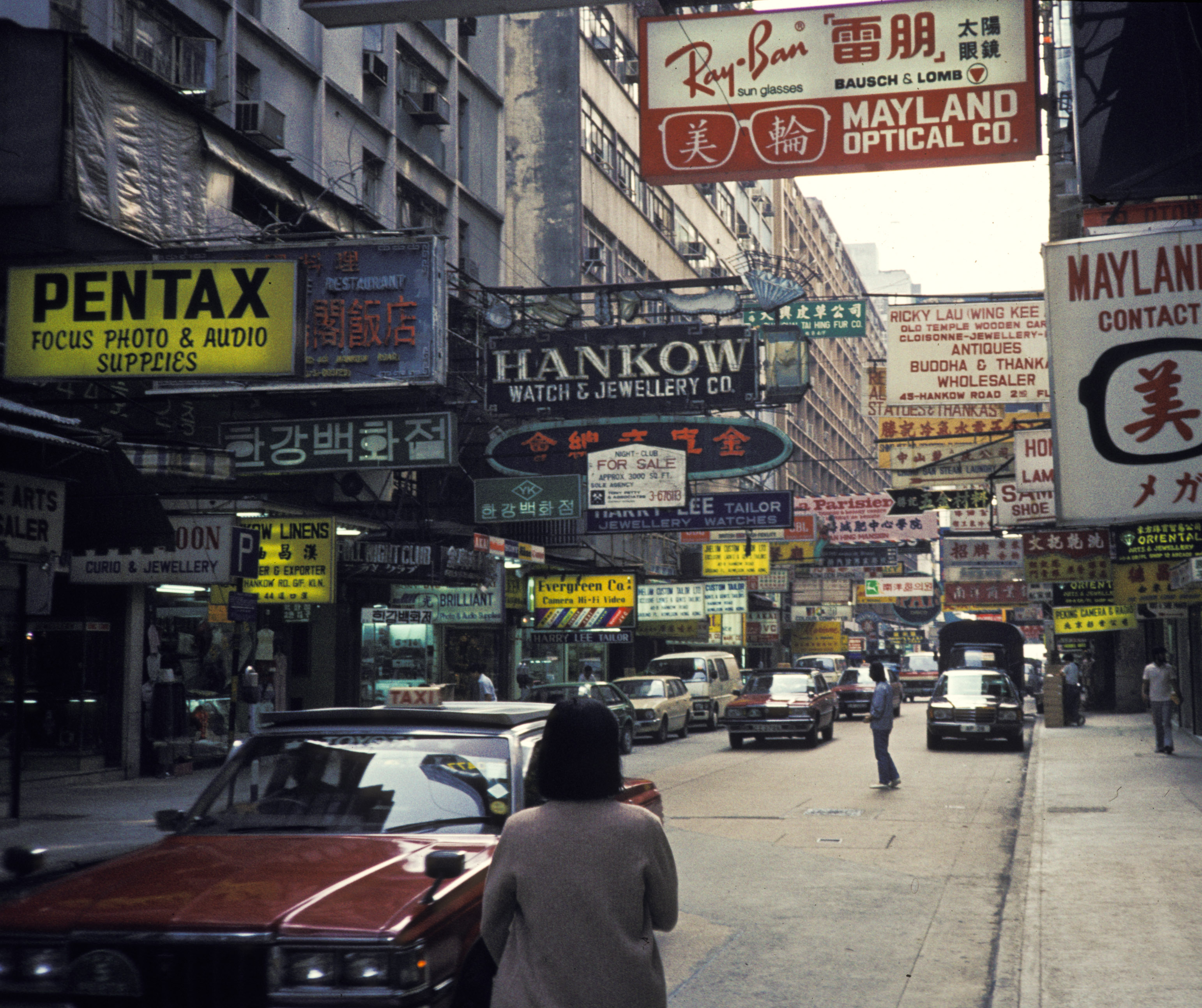
1982년 침사추이 항구로의 풍경

### 인구
홍콩의 인구는 1980년대 초반에 5백만 명을 넘어섰고, 이후 10년 동안 연평균 1.3%의 속도로 증가했다. 추가된 70만 명의 거주자 덕분에 10년 말에는 인구가 573만 명으로 늘었다. 여성 인구는 연간 1.5% 증가하여 남성(연간 1.4%)보다 빠르게 증가했지만, 여성은 1996년까지 소수 인구로 남았다. 1980년 남로디지아가 짐바브웨로 독립하면서 홍콩은 당시 영국 최대 인구 식민지가 되었다.
이 시기에는 고령화의 첫 징후도 나타났는데, 25세 미만 거주자 수가 1.2% 감소했다. 가구 규모는 1982년(가장 오래된 이용 가능한 데이터) 평균 4.01명에서 10년 말에는 3.67명으로 줄었다. 1980년대는 또한 자연 증가와 대조적으로 순이동으로 인한 인구 증가가 가장 낮은 시기(30.1%)였다.

### 이민 및 이주
1978년부터 1980년 9월까지 거의 23,000명의 중국 본토 불법 이민자들이 홍콩으로 들어왔다. 정부는 1980년 10월 23일 "터치-베이스" 정책을 폐지했다. 이 날짜 이후에 붙잡힌 불법 이민자들은 즉시 본국으로 송환되었다. 1980년대 초반에는 본토 이민자들의 대거 유입으로 인해 공급이 수요를 초과하여 임금이 감소하는 것에 대한 대중의 비난이 있었다.
반면에 홍콩 시민들은 1997년 홍콩 반환의 불확실성으로 인해 영국, 캐나다, 미국으로 대규모 이민을 시작했다. 1980년부터 1986년까지 매년 약 21,000명이 홍콩을 영구히 떠났다. 1987년부터 그 수는 급격히 증가하여 연간 48,000명이 되었다.

## 문화

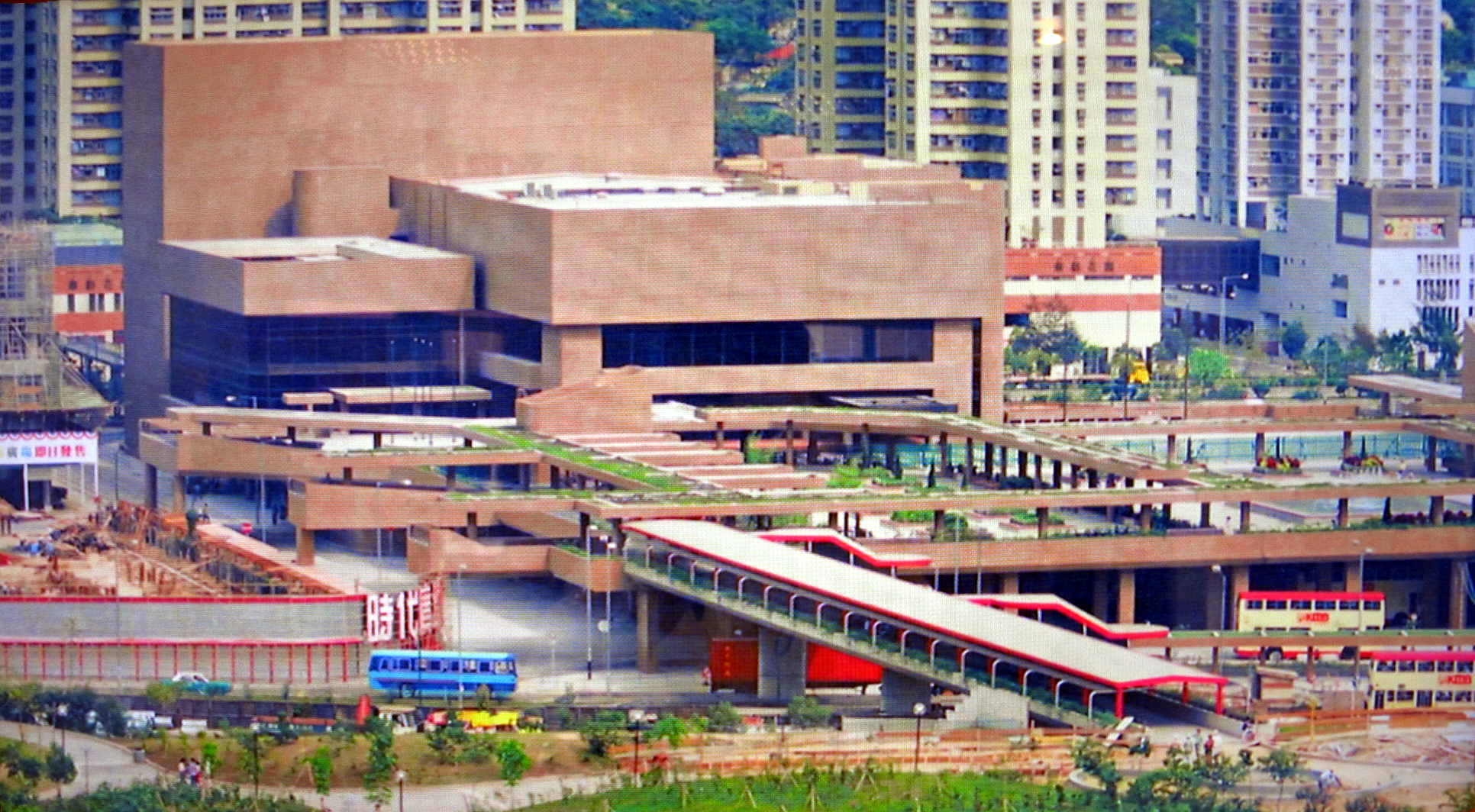
1987년에 개관한 공연 예술 센터인 튄문 타운 홀

### 교육
1980년대 초반, 홍콩의 교육 시스템은 고등 교육을 받고자 하는 청년의 2%만을 수용할 수 있었다. 1989년이 되어서야 정부는 국내 프로그램을 확장하기로 결정했다. 이 전에는 고등 교육은 해외에서 받아야 할 것으로 예상되었다.
젊은 운동선수와 공연자들을 각각 훈련시키기 위해 두 개의 특수 기관이 문을 열었다. 주빌리 스포츠 센터는 1982년에 개관했으며, 샹강 연예 대학은 1984년에 공연 예술, 음악 및 관련 기술 직업의 학생들을 교육하기 위해 설립되었다.

### 엔터테인먼트
1980년대 중반에는 워크맨이 대중화되었다. 이는 광둥어 대중음악 문화의 부흥에 기여한 핵심 요인 중 하나였다. 장국영, 매염방, 탄융린이 가장 큰 팝스타였다. 슈퍼 전대 및 트랜스포머와 관련된 다른 쇼들도 번역되어 정기적으로 방송되었다. 토이저러스와 같은 장난감 매장의 프랜차이즈가 홍콩 쇼핑몰에 넘쳐났다. 코즈웨이베이의 소고와 같은 일본 수입 매장들도 헬로키티를 문화 아이콘으로 만들었다.
공연 예술은 1980년대에 췬완 타운 홀 (1980), 튄문 타운 홀 (1987), 샤틴 타운 홀 (1987), 홍콩문화중심 (1989), 상환 시민 센터 (1989) 등 수많은 새로운 도시의회 공연 장소의 개관으로 활기를 띠었다.

### 홍콩 영화
1980년대의 국내 영화는 홍콩 영화를 국제적인 지도로 이끌었다. 성룡은 그의 곡예와 스턴트, 그리고 그의 베이징 오페라 친구들과 함께 산업에서 가장 큰 영향력을 행사한 원표와 홍금보와 함께 인정받았다. 홍콩의 스턴트는 이 산업의 가장 큰 특징 중 하나였다. 코미디 장르 또한 허관문, 오요한, 쩡즈웨이, 천젠쉰과 같은 배우들로 인기를 끌었다. 저우룬파는 오우삼과의 협업으로 영웅본색과 첩혈쌍웅과 같은 삼합회 영화의 기준을 세운 것으로 유명했다. 이 시기의 가장 유명한 영화로는 폴리스 스토리, 영웅본색, 최가박당, 오복성, 프로젝트 A 등이 있다.

### 자연 재해
1980년대에는 8호 태풍이 10개, 10호 태풍이 1개 발생했다. 최악의 태풍 3개는 태풍 엘렌, 태풍 고든, 태풍 조였다. 가장 오랫동안 8호 태풍 상태를 유지한 것은 28시간 45분 동안 지속된 강한 열대 폭풍 린이었다.

## 정치
중국의 톈안먼 사건에 대한 반응으로 1989년 5월 27일 30만 명이 넘는 사람들이 빅토리아 공원에 모여 "중국을 위한 민주 노래"라는 이름의 집회를 가졌다. 많은 유명 홍콩 및 타이완 예술가들이 공연하며 베이징 학생들에 대한 지지를 표명했다.
1989년 6월 4일 톈안먼 광장 학살은 대중에게 충격을 주었다. 백만 명이 넘는 주민들이 슬픔을 표현하기 위해 시위를 벌였다.

## 경제

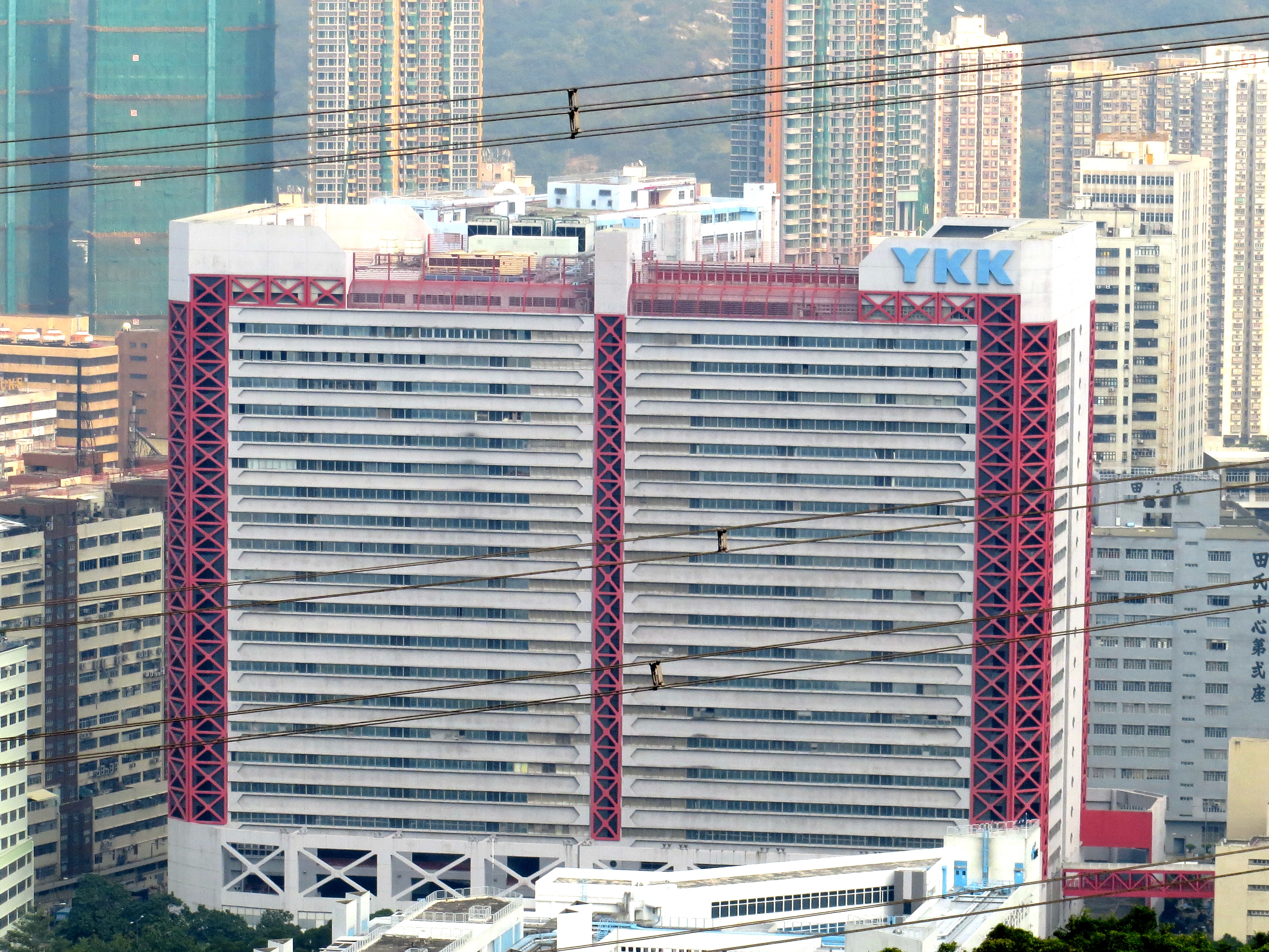
1989년 완공된 튄문의 플랫티드 공장 건물

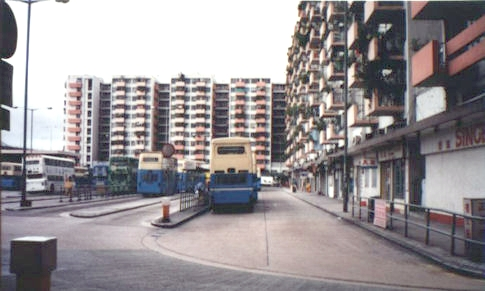
노스포인트 이스테이트, 1989

### 제조업
1980년대 초반, 젊은 홍콩 노동자들은 제조업을 완전히 기피하기 시작했다. 홍콩의 제조업 의존 탈피는 이 시기에 더욱 가속화되었는데, 제조업이 경제에서 차지하는 비중은 1980년 22.8%에서 10년 후 16.7%로 감소했다. 이를 대체한 것은 서비스 산업에 대한 의존도 증가였는데, GDP의 68.3%에서 75.4%로 상승했다. 가장 빠르게 성장한 부문은 대외 무역, 물류 및 통신, 그리고 일반 개인 및 지역 사회 서비스였다. 국내 산업에 대한 투자 부족과 중국의 경제 개혁은 제조업을 본토로 개방하기 시작했다. 수십 년간 제조업에 종사했던 중년 남녀는 갑자기 갈 곳이 없어졌다.

### 부동산
1960년에 홍콩 대학과 홍콩 공과 대학은 부동산 교육을 제공한 최초의 학교 중 하나였지만, 교육 과정은 하위 프로그램으로 간주되었다. 1981년에 홍콩 대학은 RICS의 인정을 받은 최초의 기관이 되었다. 이는 부동산 교육과 산업 자체를 연결하는 첫걸음이었다. 1983년까지 자본 투자의 61%가 부동산 부문에 속했다. 1980년대에 사회 기반 시설 비용으로 지역 사회에 유입된 금액은 1940년부터 1979년까지의 모든 부동산 투자액을 합친 것을 능가했다. 산업에 대한 최신 이해와 고밀도 인구는 많은 사람들에게 부동산 판매를 통해 이익을 얻을 기회를 제공했다. 란콰이퐁과 같은 지역은 당시 개선되고 있었고, 다른 것을 원하는 사람들을 끌어들이는 "대안" 또는 "개방"적인 장소가 되었다. 이전에 건설이 개방되지 않았다면, 많은 지역이 재개발되었다.

### 재정
외환 통제 부재와 낮은 세금은 홍콩 경제의 경쟁력에 기여했다. 그러나 변동 환율과 반환에 대한 정치적 논의 심화로 인한 공황은 소비자 신뢰도를 사상 최저치로 떨어뜨려 1983년 검은 토요일을 초래했다. 그 결과 홍콩은 페그제를 채택했다. 홍콩 달러와 미국 달러 간의 환율은 홍콩 달러 7.8 = 미국 달러 1로 고정되었다. 홍콩 금융관리국의 외환 기금은 시장 환율을 안정적으로 유지하는 역할을 했다. 불과 10년 전과 비교할 때 인플레이션은 1970년대 5%에서 1983년에는 12.7%로 증가했다.

엘리자베스 2세의 모습이 새겨진 1987년 홍콩 10센트 동전
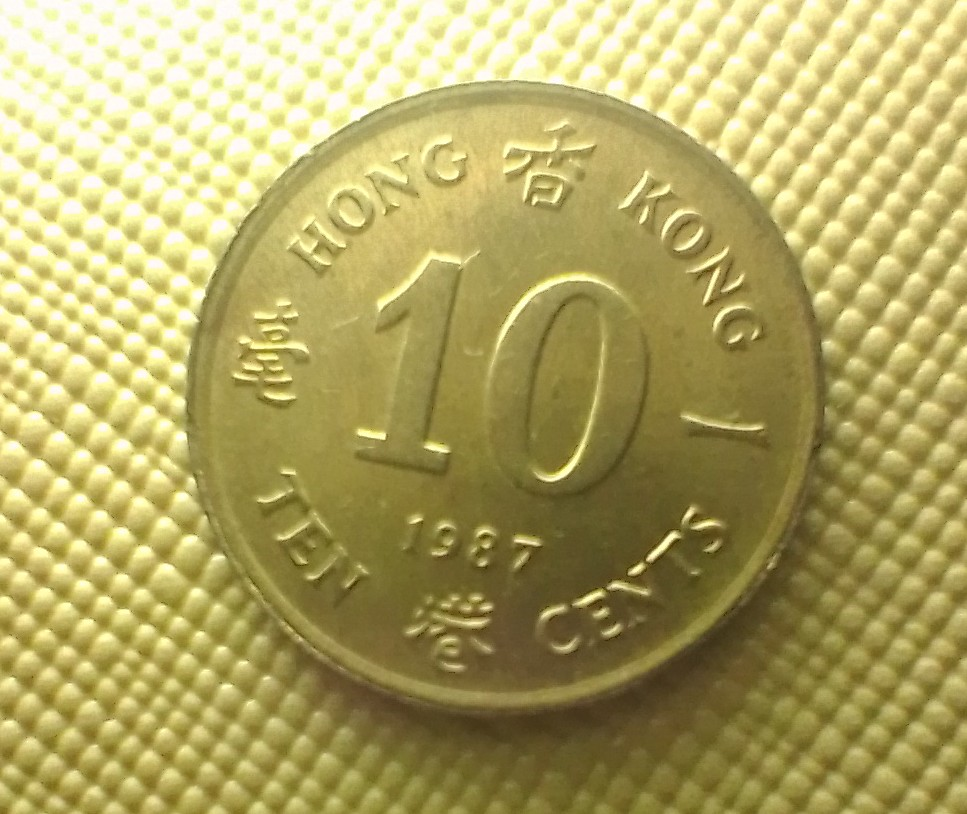
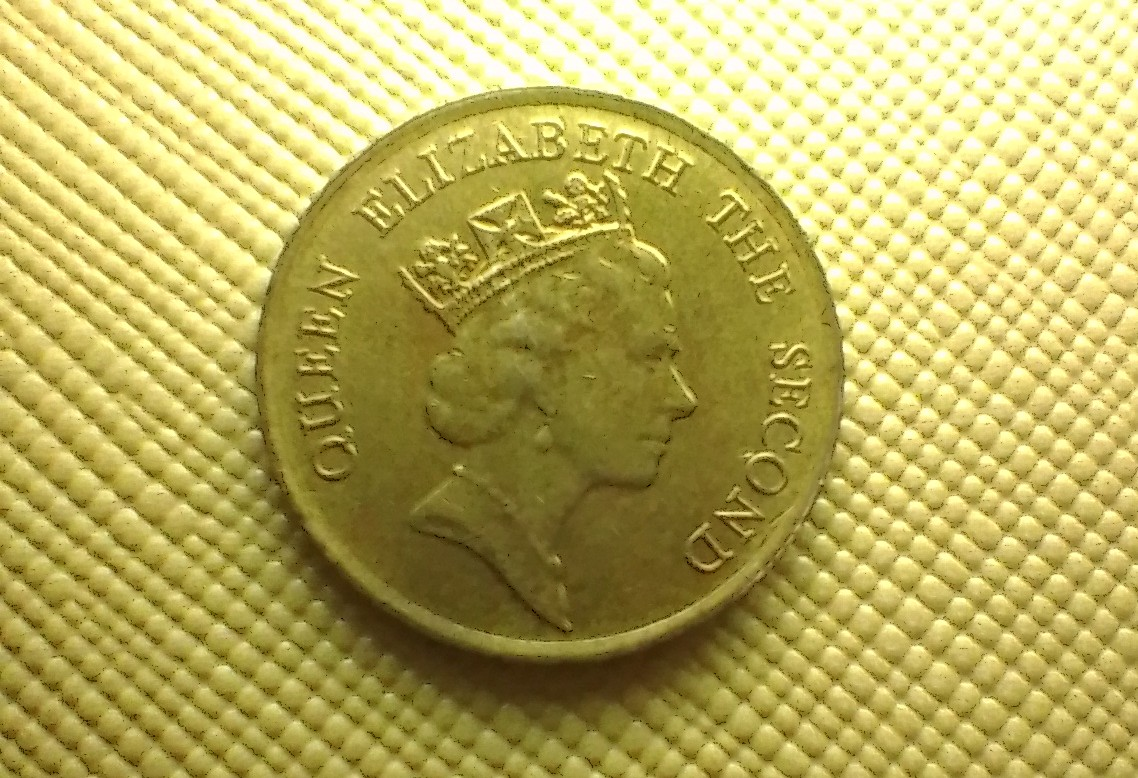

### 교통
대중교통철도(MTR)의 첫 번째 노선인 수정 초기 시스템은 1980년 2월 알렉산드라 공주에 의해 공식적으로 개통되었다. 1980년대에 MTR은 빠르게 확장되었다. 1982년에는 췬완으로의 연장선이 개통되었고, 1986년에는 기술적으로 더 어려운 공도선이 개통되었다. 새로운 지하철 시스템은 즉시 많은 승객을 유치하며 성공을 거두었다.
또한 훨씬 오래된 구룡-광동 철도(KCR)는 1980년대 초반에 완전히 현대화되었다. 이중 선로로 확장되고 전철화되었다. 성장하는 신도시와 새로운 주거 단지를 서비스하기 위해 새로운 역들이 건설되었고, 많은 오래된 역들은 폐쇄되었다. KCR은 또한 1988년에 새로운 경전철망을 개통하여 윈롱과 튄문의 신도시를 연결했다.